# Animal Logic (Australien)

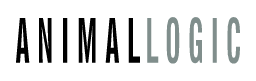
Logo des Unternehmens

Animal Logic ist ein australisches Unternehmen, das 1991 gegründet wurde und visuelle Effekte für Filme, Fernsehproduktionen, Musikvideos, Computerspiele und Werbespots entwirft und produziert.
Begonnen hat die Firma mit Effektdesign für TV-Sendungen und Werbespots, was lange Zeit das Kerngeschäft des Unternehmens war.
Ab 1997 gehörte Animal Logic zu den Fox Studios. Im Juli 2022 wurde die Übernahme durch Netflix bekanntgegeben.

## Filmproduktionen
Animal Logic begann in den letzten Jahren immer mehr Aufträge für große kommerzielle Filmprojekte anzunehmen. Beispiele hierfür sind die Filme Matrix Reloaded, House of Flying Daggers, World Trade Center, Moulin Rouge, Harry Potter und der Feuerkelch, Stealth – Unter dem Radar und Der große Gatsby. Auch produzierten sie mehr Werbespots für große Unternehmen wie Nike, Adidas, Toyota und die Umweltschutzorganisation Greenpeace.
Im Jahre 2002 begann die Arbeit am ersten computeranimierten Zeichentrickfilm Happy Feet für den Regisseur George Miller und Warner Bros. Animal Logic wurden für die realistischen Effekte und Szenarien herangezogen. Der in den USA am 17. November 2006 erschienene Film sorgte für eine signifikante Expansion des Unternehmens auf 300 Künstler und Techniker auch außerhalb Australiens. Happy Feet war der erste digital animierte Hauptfilm, der in Australien produziert wurde. Der Film bekam 2007 einen Oscar in der Kategorie Bester animierter Spielfilm.

### Filme
- 2006: Happy Feet
- 2010: Die Legende der Wächter (Legend of the Guardians: The Owls of Ga'Hoole)
- 2011: Happy Feet 2 3D
- 2014: The Lego Movie
- 2023: Leo

### Serien
- 2005: Tickle U